# Рахані
Рахані (пол. Rachanie, Рахане) — село в Польщі, у гміні Рахані Томашівського повіту Люблінського воєводства. Населення — 894 особи (2011). Розташоване на Закерзонні (на історичній Холмщині).

## Історія
1531 року вперше згадується православна церква в селі.
За даними етнографічної експедиції 1869—1870 років під керівництвом Павла Чубинського, у селі здебільшого проживали римо-католики, меншою мірою — греко-католики, які розмовляли польською мовою.
У 1942—1944 роках польські шовіністи вбили в селі 32 українців.
У 1975—1998 роках село належало до Замойського воєводства.

## Населення
Демографічна структура станом на 31 березня 2011 року:
|          | Загалом | Допрацездатний вік | Працездатний вік | Постпрацездатний вік |
| -------- | ------- | ------------------ | ---------------- | -------------------- |
| Чоловіки | 445     | 76                 | 312              | 57                   |
| Жінки    | 449     | 77                 | 245              | 127                  |
| Разом    | 894     | 153                | 557              | 184                  |